# Сербско-шведские отношения
Сербско-шведские отношения — дипломатические отношения стран, которые были установлены в 1917 году. В период с 1918 по 2006 год Швеция поддерживала связи с различными государствами, такими как Королевство Югославия, Социалистическая Федеративная Республика Югославия (СФРЮ) и Союзная Республика Югославия (СРЮ), позднее известная как Сербия и Черногория. Сербия считается общим (в случае СФРЮ) или единственным (в случае СРЮ) правопреемником этих государств. Оба государства являются членами Совета Европы и Организации по безопасности и сотрудничеству в Европе (ОБСЕ).

## Экономические отношения
В 2023 году товарооборот между двумя странами достиг 749 миллионов долларов. Из этой суммы экспорт товаров из Сербии в Швецию составил около $460 млн, а экспорт из Швеции в Сербию — примерно $289 млн.
В Сербии можно встретить множество шведских компаний. Например, в Горни-Милановаце расположен завод Tetra Pak, занимающийся упаковкой и переработкой пищевых продуктов. В Руме работает завод Trelleborg, который производит резину без шин. В сфере розничной торговли представлены такие гиганты, как IKEA, открывшая магазин на окраине Белграда, и H&M, один из крупнейших ритейлеров модной одежды в стране.

## Иммиграция из Сербии
В Швеции проживает более 100 000 человек сербского происхождения.

## Постоянные дипломатические представительства
- У Швеции есть посольство в Белграде[6].
- Сербия имеет посольство в Стокгольме.